# Lijst van oorlogsmonumenten in Almelo
De Nederlandse gemeente Almelo heeft 16 oorlogsmonumenten. Hieronder een overzicht.
| Nr.  | Object                               | Herdachte groep                                 | Ontwerper                                                             | Onthulling        | Type               | Locatie                               | Plaats      | Coördinaten                   | Foto                                 |
| ---- | ------------------------------------ | ----------------------------------------------- | --------------------------------------------------------------------- | ----------------- | ------------------ | ------------------------------------- | ----------- | ----------------------------- | ------------------------------------ |
| 52   | Bevrijdingsmonument                  | algemeen                                        | J.G. Baljet                                                           | 3 oktober 1951    | zuil               | Stadhuisplein, 7607 EK                | Almelo      | 52° 21' 27" NB, 6° 39' 46" OL | Meer afbeeldingen                    |
| 1586 | Monument voor Oorlogsslachtoffers    | burgerslachtoffers                              | A.M. Teun                                                             | 10 augustus 1949  | gedenksteen        | Entersestraat                         | Bornerbroek | 52° 18' 34" NB, 6° 38' 1" OL  |                                      |
| 1587 | Indië-monument                       | militairen in dienst van het Ned. Kon. na 1945  |                                                                       | 27 november 1998  | gedenksteen        | Hagenborg, 7607 JT                    | Almelo      | 52° 21' 19" NB, 6° 40' 7" OL  | Meer afbeeldingen                    |
| 1914 | Monument voor de Gevallenen          | allen, burgerslachtoffers, vervolgden Nederland | Jan Jans (zuil), John Grosman (beelden), Peter Elberse (gedenkplaten) | 4 mei 1951        | zuil               | Weth. E. van Dronkelaarplein, 7601 VZ | Almelo      | 52° 20' 60" NB, 6° 40' 6" OL  | Meer afbeeldingen                    |
| 2585 | Verzetsmonument                      | verzet Nederland                                |                                                                       |                   | kruis              | Bolkshoekweg 26, 7607 TL              | Almelo      | 52° 20' 52" NB, 6° 41' 40" OL |                                      |
| 2590 | Gedenkteken aan de Ootmarsumsestraat | geallieerde militairen                          | Hans Holtmann                                                         |                   | plaquette          | Ootmarsumsestraat, 7607 AV            | Almelo      | 52° 21' 43" NB, 6° 40' 5" OL  | Gedenkteken aan de Ootmarsumsestraat |
| 2623 | Bevrijdingsplaquette                 | algemeen, geallieerde militairen                |                                                                       |                   | plaquette          | Rietstraat, 7601 XH                   | Almelo      | 52° 20' 41" NB, 6° 40' 6" OL  |                                      |
| 3167 | Gedenkplaat in de synagoge           | vervolgden Nederland                            |                                                                       |                   | plaquette          | Kerkplein 1, 7607 BT                  | Almelo      | 52° 21' 29" NB, 6° 39' 57" OL |                                      |
| 3168 | Plaquette in de rechtbank            | burgerslachtoffers, vervolgden Nederland        |                                                                       |                   | plaquette          | Egbert Gorterstraat 5, 7607 GB        | Almelo      | 52° 21' 25" NB, 6° 39' 27" OL |                                      |
| 3173 | Monument op de Joodse begraafplaats  | vervolgden Nederland                            |                                                                       | 14 december 2004  | plaquette          | Boddenstraat, 7607 BL                 | Almelo      | 52° 21' 32" NB, 6° 39' 45" OL |                                      |
| 3174 | Joods monument                       | vervolgden Nederland                            | Altiene Lusseveld                                                     | 12 mei 2005       | zuil               | De Hoven, 7607 EV                     | Almelo      | 52° 21' 29" NB, 6° 39' 46" OL |                                      |
| 3183 | Monument in de muziekschool          | vervolgden Nederland                            | Kerlin Beute                                                          | 4 mei 1998        | plaquette          | Elisabethhof 2, 7607 ZD               | Almelo      | 52° 21' 10" NB, 6° 40' 14" OL |                                      |
| 3230 | Geallieerd erehof                    | geallieerde militairen                          |                                                                       |                   | begraafplaats/graf | Almeloseweg                           | Bornerbroek | 52° 20' 2" NB, 6° 42' 16" OL  |                                      |
| 3660 | Bevrijdingsboom                      | geallieerde militairen, algemeen                |                                                                       | 5 april 2005      | boom               | Bruglaan, 7611BX                      | Aadorp      | 52° 22' 14" NB, 6° 37' 14" OL |                                      |
| 3662 | Gedenkteken in het Rosariumpark      | burgerslachtoffers                              | Robert Jansen                                                         | 29 september 2001 | gedenksteen        | Tijhofslaan, 7602 HA                  | Almelo      | 52° 21' 53" NB, 6° 39' 50" OL |                                      |
|      | Stolpersteine                        | vervolgden Nederland                            | Gunter Demnig                                                         |                   | reliëf             |                                       | Almelo      |                               | Meer afbeeldingen                    |

Almelo ·
Borne ·
Dalfsen ·
Deventer ·
Dinkelland ·
Enschede ·
Haaksbergen ·
Hardenberg ·
Hellendoorn ·
Hengelo ·
Hof van Twente ·
Kampen ·
Losser ·
Oldenzaal ·
Olst-Wijhe ·
Ommen ·
Raalte ·
Rijssen-Holten ·
Staphorst ·
Steenwijkerland ·
Tubbergen ·
Twenterand ·
Wierden ·
Zwartewaterland ·
Zwolle